# Allt åt Alla
Allt åt Alla (deutsch „Alles für alle“) ist ein Jazzalbum von Vilhelm Bromanders Initiativ. Die am 11. Oktober 2015 in den Small House Studios, Stockholm, entstandenen Aufnahmen erschienen am 24. Mai 2017 auf Signal and Sound Records.

## Hintergrund
Bromander nahm das Album in Quintettbesetzung auf, mit der Saxophonistin Marthe Lea, dem Trompeter Niklas Barnö, der Pianistin Lisa Ullén und dem Schlagzeuger Christopher Cantillo. Nach eigener Definition wurzelt die Musik des Quintetts sowohl im Free Jazz der 1960er-Jahre als auch in zeitgenössischer improvisierter Musik, und die Gruppe versteht sich als ein „nicht hierarchisches und normkritisches Kollektiv“. Bromander ist der Komponist aller fünf Stücke und die politische Dimension macht sich in den Titeln bemerkbar, nicht zuletzt in „Against King and Fatherland“ und dem Titelstück „Allt åt alla“.

## Titelliste
- Vilhelm Bromanders Initiativ: Allt Åt Alla (Signal and Sound Records SAS004)[1]

1. Mot Kung & Fosterland 5:37
2. Cococo 5:24
3. Rockefeller Rock 12:07
4. Allt åt Alla 12:36
5. Den Bortglömda Utopin 10:23

Die Kompositionen stammen von Vilhelm Bromander.

## Rezeption
Der Bassist Vilhelm Bromander gehöre zu einer jungen Generation von Jazzmusikern, die gleichzeitig zurückblicken und sich [neuen Entwicklungen] öffnen, schrieb Magnus Nygren im schwedischen Fachmagazin Orkesterjournalen. Der üppige Free Jazz der 60er-Jahre sei als Grundlage vorhanden, doch es gelinge ihm ebenso wie beispielsweise der Saxophonistin Julia Strzalek und der Bassistin Elsa Bergman, ihn ins Hier und Jetzt zu verlagern. Es sei lebendig, voller Freude – fernab der Frustration, die Free Jazz manchmal ausstrahle – und mit großer Präsenz dargeboten.  Die Lieder würden oft durch lange melodische Themen aufgebaut, die nicht selten unisono von Marthe Leas Saxophon und Niklas Barnös Trompete vorgetragen werden.
Gleichzeitig handle es sich um eine sehr abwechslungsreiche Musik, so Nygren; man denke nur an „Rockefeller-Rock“, das [stilistisch] vom balladenartigen 1930er-Jahre-Swing über abstrakte Improvisationen mit feinem Solobass von Bromander selbst bis hin zu einem wiederkehrenden Groove reiche. Bromanders Art und Weise, zwischen schwingendem Groove und frei reibender Improvisation zu wechseln, sei ein Zeichen großer Musikalität, und er schreibe auch brillante Melodien.